# Zygmunt Waźbiński
Zygmunt Władysław Waźbiński (ur. 30 stycznia 1933 w Żninie, zm. 7 maja 2009) – polski historyk sztuki, specjalizujący się w historii i teorii sztuki nowożytnej powszechnej.
W 1956 roku ukończył studia polonistyczne na Uniwersytecie Warszawskim, historię sztuki studiował na Sorbonie. Doktorat na temat aktu w sztuce weneckiej XVI stulecia obronił na Uniwersytecie Warszawskim w roku 1966. Jego rozprawa habilitacyjna, opublikowana w 1972 roku, dotyczyła twórczości Giorgio Vasariego. Tytuł profesora nauk humanistycznych otrzymał w 1985 roku.
W 1986 objął stanowisko kierownika Zakładu Muzealnictwa na Wydziale Sztuk Pięknych Uniwersytetu Mikołaja Kopernika. W 1998 został kierownikiem utworzonej wówczas Katedry Historii Sztuki i Kultury na Wydziale Nauk Historycznych UMK.
Główną tematyką jego opracowań była renesansowa sztuka włoska.

## Wybrane publikacje
- Dzieło i twórca w koncepcji renesansu: u źródeł nowożytnego mitu sztuki (1968)
- Renesansowy akt wenecki (1967)
- Vasari i jego dzieje "Sztuk rysunku": uwagi nad genezą nowożytnej biografiki artystycznej (1972)
- Malarstwo quattrocenta (1972, ISBN 83-221-0433-2)
- O rozpoznawaniu i wartościowaniu obrazów: poglądy siedemnastowiecznych pisarzy i amatorów sztuki (1975)
- Peter Paul Rubens (biografia, 1975)
- Muzeum i zbiory artystyczne epoki nowożytnej (1980, ISBN 83-231-1942-2)
- Ut ars natura, ut natura ars: studium z problematyki medycejskiego kolekcjonerstwa drugiej połowy XVI wieku (2000, ISBN 83-231-1174-X)